# Olympische Jugend-Sommerspiele 2018/Teilnehmer (Äthiopien)
| Gelbes Symbol für Goldmedaillen mit stilisierten Olympischen Ringen | Graues Symbol für Silbermedaillen mit stilisierten Olympischen Ringen | Braundes Symbol für Bronzemedaillen mit stilisierten Olympischen Ringen |
| ------------------------------------------------------------------- | --------------------------------------------------------------------- | ----------------------------------------------------------------------- |
| 2                                                                   | 2                                                                     | 4                                                                       |

Die Jugend-Olympiamannschaft aus Äthiopien für die III. Olympischen Jugend-Sommerspiele vom 6. bis 18. Oktober 2018 in Buenos Aires (Argentinien) bestand aus elf Athleten.

## Athleten nach Sportarten

### Leichtathletik
| Mädchen - Hirut Meshesha 800 m: Bronze - Lemlem Hailu 1500 m: Bronze - Aberash Minsewo 3000 m: Bronze - Mekides Abebe 2000 m Hindernis: Silber - Sintayehu Masire 5 km Gehen: 9. Platz | Jungen - Tasew Yada 800 m: Gold - Melese Nberet 1500 m: Bronze - Berihu Aregawi 3000 m: Silber - Abrham Sime 2000 m Hindernis: Gold |

### Radsport
Mädchen
- Zayid Hailu
- Kasahun Tsadkan
Straßenrennen Kombination: 17. Platz